# 立陶宛长老区

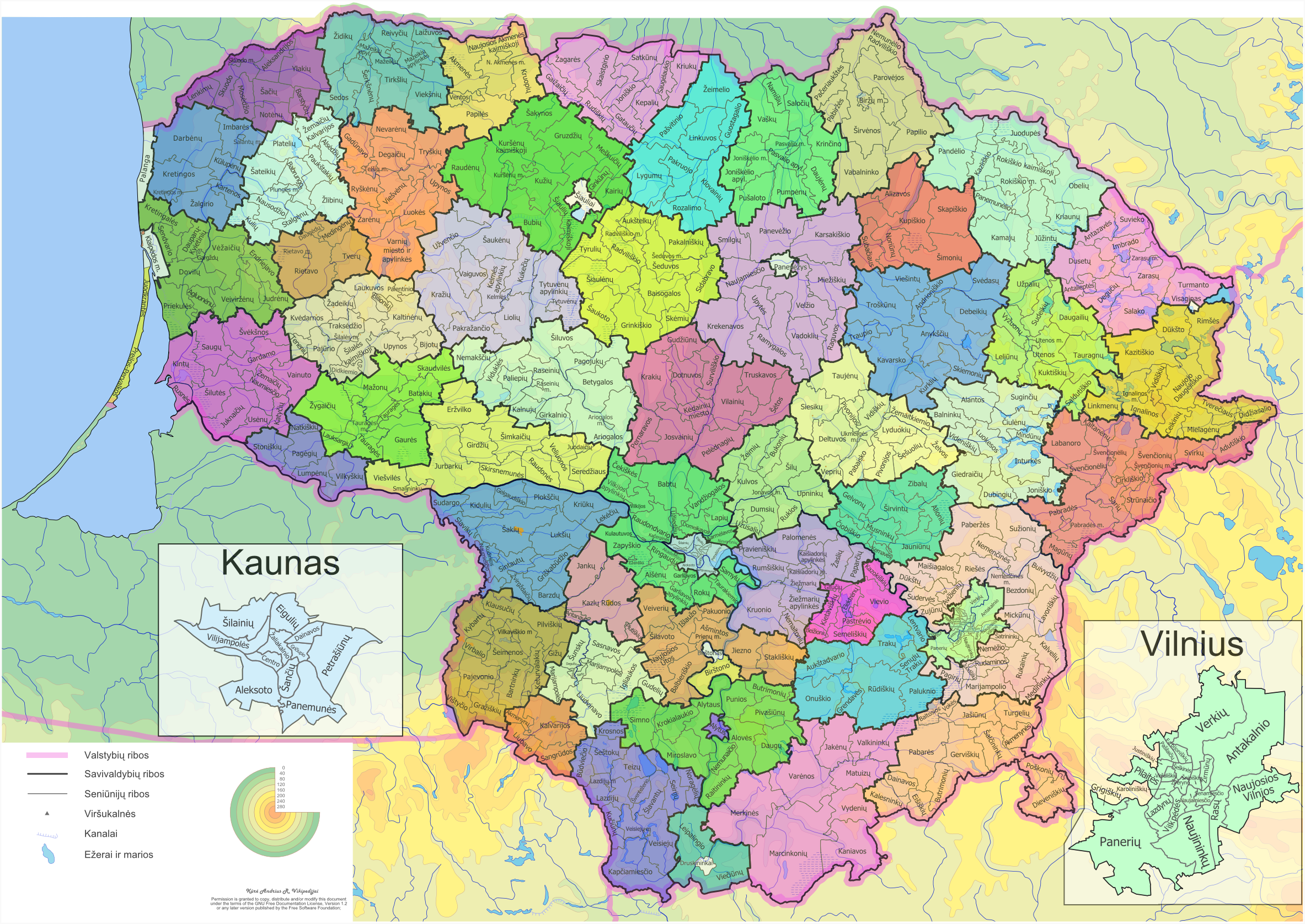
立陶宛长老区地图

立陶宛长老区是立陶宛的最低层次的行政区划单位。长老区为一小块区域，可能包括数个村庄、一个单独的城镇、或者一个大城市的部分区域。各个长老区的面积大小不一，人口数量跟其本身的位置及性质有所区别。数个长老区组成为一个市镇。人口数量最多的长老区有超过七万人，比一些市镇的总人口还多。
长老区管理小型的本地事务，例如维修路面及砂石路，登记本长老区内的所有家庭情况。不同于高层的行政区划，长老区概念的前提是长老（长老区的领导）应该有充足的时间来跟本区内的所有人来交谈。
现代立陶宛划分为十个县，再下分为60个市镇，再下分为546个长老区。长老区的功能是市镇下的分区。在城市里，连同市长一起，每个长老区的长老是通过选举产生的。
在立陶宛历史上，长老区为面积更大的行政划分单位，例如萨莫吉希亚长老区（在较长的历史中也称为萨莫吉希亚公国）。